# إدمونيا لويس
ماري إدمونيا لويس (بالإنجليزية: Mary Edmonia Lewis) ـ (نحو 4 يوليو 1844 ـ 17 سبتمبر 1907) هي نحاتة أمريكية قضت معظم حياتها الفنية في العاصمة الإيطالية روما. وهي أول امرأة من أصول أفريقية أمريكية وأمريكية أصلية تحوز مكانة وتقديرًا عالميين في مجال النحت في عالم الفنون الجميلة.
ولدت إدمونيا لويس في نيويورك، وكانت حُرّة منذ ولادتها. لمع اسمها في الولايات المتحدة أثناء الحرب الأهلية. وكانت في أواخر القرن التاسع عشر الفنانة السوداء الوحيدة التي خاضت معترك الحياة الفنية الأمريكية وأحرزت مكانة فيها. دمجت في أعمالها بين الموضوعات المتعلقة بالأمريكيين السود والهنود الحمر مع أسلوب النحت الكلاسيكي الحديث.

## سيرتها الشخصية

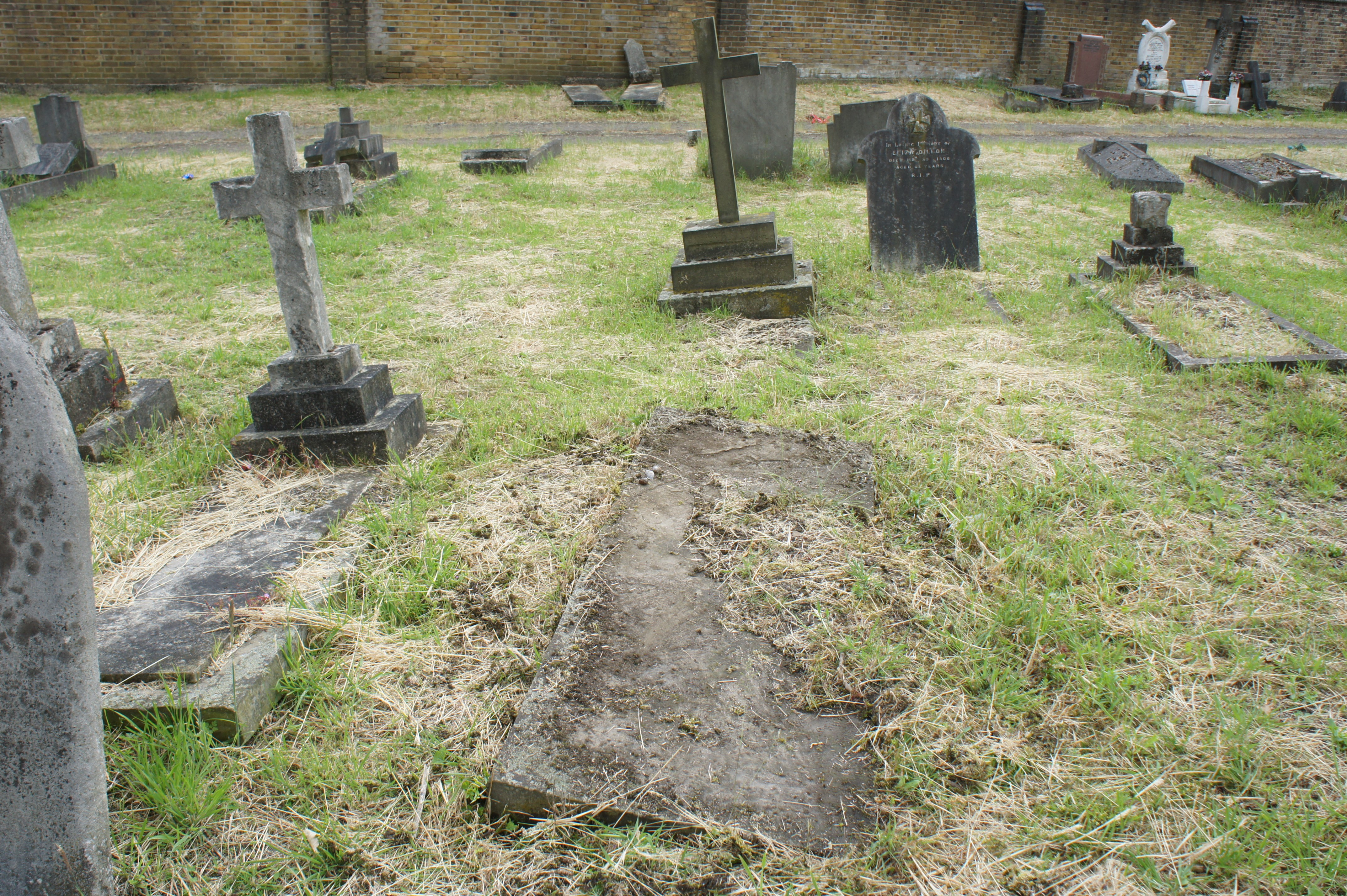
قبر إدمونيا لويس في مقبرة سانت ماري الكاثوليكية، كينسال جرين.

### بداية حياتها
يُعتقد أن إدمونيا لويس وُلدت في 4 يوليو 1844 في غرينبوش، نيويورك التي تُعرف حاليًا بمدينة رينسيلار. كان والدها أفريقيًا هايتيًا، وكانت أمها، كاثرين مايك لويس، تنحدر من قبيلتي أوجيبوا وميسيساغا الأمريكية الأصلية، ولها أصول أمريكية أفريقية. عُرفت والدة إدمونيا ببراعتها في النسج والحرف اليدوية، بينما كان والدها يعمل خادمًا لأحد الرجال النبلاء. استلهمت إدمونيا أفكار أعمالها اللاحقة من خلفيتها العائلية.
تُوفي والدها عام 1847، وتُوفيت والدتها وهي بعمر التاسعة، وتبنتها خالتاها وأخوها الأكبر صموئيل. وُلد صموئيل عام 1835 ابنًا لوالد إدمونيا وزوجته السابقة التي قابلها في هايتي. انتقلت عائلة لويس إلى الولايات المتحدة عندما كان صموئيل طفلًا صغيرًا. بات صموئيل حلاقًا وهو بعمر الثانية عشر عقب وفاة والده.
عاش الطفلان مع خالتيهما بالقرب من نياجارا فولز لمدة تقرب من أربع سنوات. باعت إدمونيا وخالتها سلال قبيلة أوجيبوا وعدة أغراض أخرى مثل الأحذية الجلدية، والبلوزات المُطرزة للسياح القاصدين نياجارا فولز، أو تورونتو، أو بوفالو. وفي خلال تلك المدة، اتخذت إدمونيا اسمها الأمريكي الأصلي، وايلدفاير، بينما عُرف أخوها باسم سنشاين. وفي عام 1852، غادر صموئيل منزل خالته متجهًا إلى سان فرانسيسكو، كاليفورنيا تاركًا إدمونيا في رعاية القبطان س. ر. ميلز. وُفر صموئيل لها ما يكفي من المال لسكنها وتعليمها.

في عام 1856، التحقت إدمونيا بكلية نيويورك المركزية في مكراوفيل، وهي مدرسة معمدانية مناهضة للعبودية. وفيها قابلت إدمونيا العديد من النشطاء الذين باتوا لاحقًا مرشدين لها، ورعاة، وفي بعض الأحيان موادًا لأعمالها مع تقدم مسيرتها الفنية. وفي صيف عام 1858، حضرت إدمونيا صفوفًا في قسم المدرسة الأولي تجهيزًا لدخولها الجامعة. التحقت إدمونيا بالمساقات الأولية لتطوير مهارات القراءة والكتابة لديها إلى جانب المواد الأكاديمية الأخرى التي لم تكن متقدمة بما فيه الكفاية حتى تكون جزءًا من الأقسام الأكاديمية. وفي إحدى المقابلات اللاحقة، قالت إدمونيا أنها تركت تلك المدرسة بعد ثلاثة أعوام «بعد أن وُصفت بالهمجية»:
«عشت حياة التجوال وصيد الأسماك والسباحة وصناعة الأحذية الجلدية طيلة حياتي حتى سن الثانية عشر. وبعدها بُعثت إلى مدرسة مكراوفيل حيث قضيت ثلاثة أعوام قبل أن يصفوني بالهمجية – لم يكن بوسعهم فعل أي شيء حيالي» – إدمونيا لويس

### تعليمها
في عام 1859، أرسل صموئيل ومناهضي العبودية إدمونيا إلى أوبرلين، أوهايو حيث التحقت بمدرسة أكاديمية أوبرلين الإعدادية، وقضت فيها ثلاث سنوات قبل أن تلتحق بكلية أوبرلين، وهي أول مؤسسة تعليم عالي في الولايات المتحدة تستقبل النساء وطلاب الإثنيات المختلفة. غيرت إدمونيا اسمها إلى ماري إدمونيا لويس، وشرعت في دراسة الفن. سكنت إدمونيا في منزل القديس جون كيب وزوجته بدايةً من عام 1859 حتى طُردت من الكلية في عام 1863. كانت إدمونيا طالبة واحدة من أصل 30 طالب غير أبيض، مع العلم بأن عدد طلاب كلية أوبرلين حينها كان ألف طالب. كان القديس جون كيب رجلًا أبيض، وعضو في لجنة الأمناء، ومناهض شرس للعبودية، ومؤيد للاختلاط بين الأعراق في التعليم.
رغم أن كلية أوبرلين كانت أول كلية تستقبل نساءً سود داخل بيئة مختلطة، إلا أن إدمونيا ذكرت لاحقًا أنها تعرضت لأشكال مختلفة من التمييز والعنصرية يوميًا. فقد كان حالها حال بقية الطالبات الإناث؛ لم تُمنح أي فرصة للمشاركة في الصف أو التكلم في المقابلات العامة إلا لمامًا. وفي السنة الدراسية 1859–1860، التحقت إدمونيا بقسم الشابات الإعدادي الذي كان مُصممًا من أجل «توفير مرافق للشابات حتى يخضعن فيها لتدريبات خاصة تؤهلهن للتدريس وعدة واجبات أخرى متعلقة بمجالهن».

## التكريم
في سنة 2002، أدرجها البروفيسور موليفي كيتي أسانتي ضمن قائمة أعظم مائة أمريكي أفريقي على مر التاريخ.